# Dubouzetia elegans
Dubouzetia elegans là một loài thực vật có hoa trong họ Côm. Loài này được Brongn. & Gris mô tả khoa học đầu tiên năm 1863.